# O Comitê de defesa da democracia

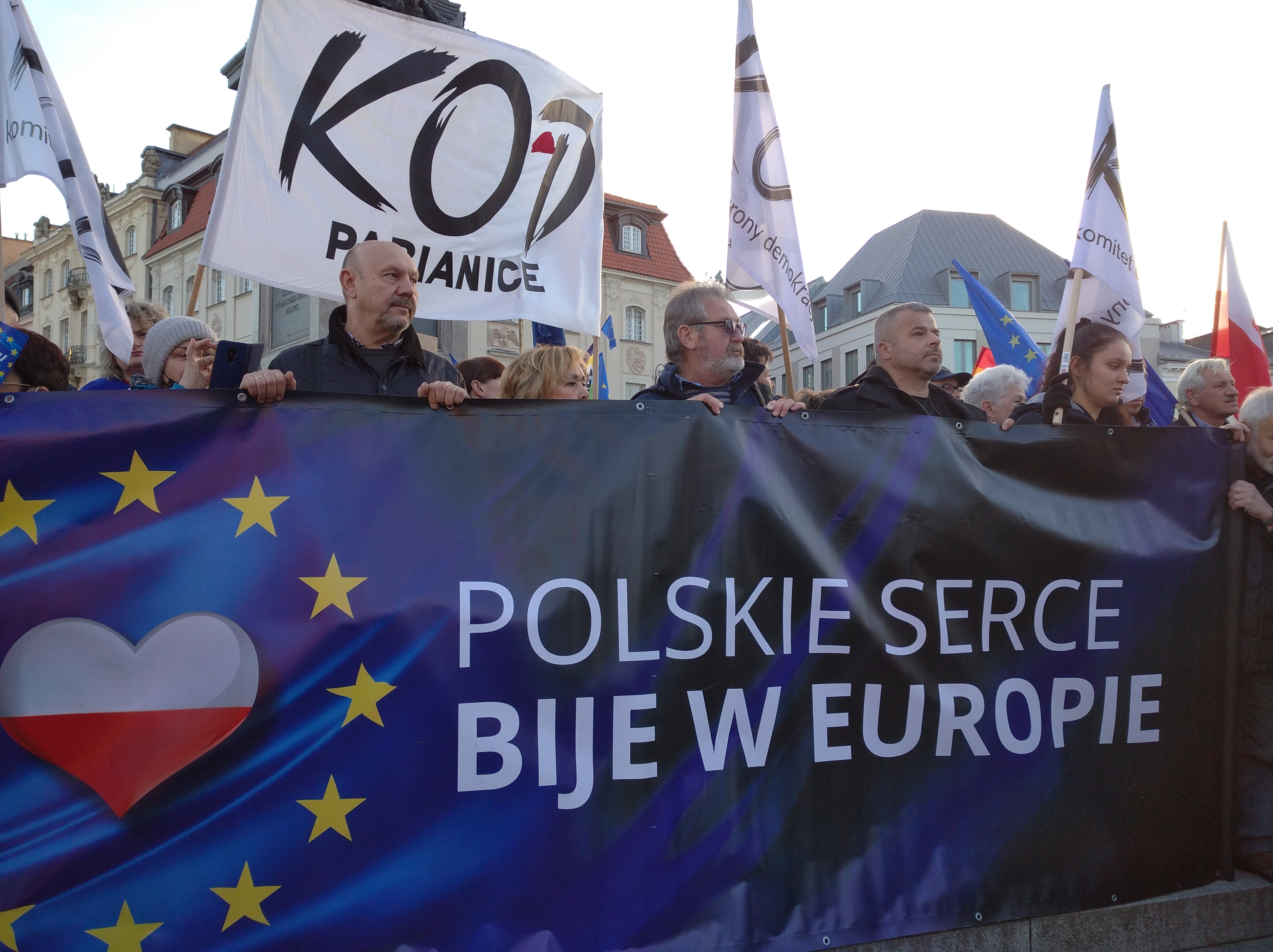
Comitê de Defesa da Democracia em 2021.

O Comitê de defesa da democracia (em polonês: Komitet Obrony Demokracji, KOD) é uma associação civica polonesa, fundada em novembro de 2015.
O comité constituiu-se, inicialmente aos 20 de novembro de 2015, em um grupo Facebook, por Mateusz Kijowski, para protestar contra as decisões tomadas pelo partido da maioria do parlamento PiS sobretudo contra o Tribunal constitucional.
A associação foi fundada em 2 de dezembro de 2015.
O comité iniciou manifestações reunindo dezenas de milhares de pessoas em Varsóvia e em inúmeras cidades da Polônia com o slogan "Liberdade, legalidade, democracia" para denunciar um golpe de Estado.